# Таласька долина
Таласька долина (кирг. Талас өрөөнү) — міжгірська западина в Північному Тянь-Шані, в основному в Киргизії. Розташована між Киргизьким хребтом на півночі та Таласським Ала-Тоо на півдні.
Долина розташована в діапазоні висот 600-2000 м. Протяжність становить близько 250 км. Днищем улоговини протікає річка Талас. Схили та корінне днище утворені сланцями, пісковиком, вапняком з інтрузією гранітів. Панують напівпустельні, сухостепові та степові ландшафти; на плоскому дні долини та конусах виносу приток Таласа – оазисні землі. У Талаській долині знаходиться місто Талас, біля якого двічі відбулися битви: 36 року до н.е. — між арміями Кангюя і імперії Хань, 751 року битва між Арабским халіфатом і імперією Тан.